# Heinz Schulze (Fußballspieler, 1923)
Heinz Schulze (* 3. Januar 1923) war Fußballspieler in der höchsten Spielklasse des DDR-Fußball-Verbandes, der Oberliga. Dort spielte er für die BSG Chemie Karl-Marx-Stadt und den SC Motor Karl-Marx-Stadt. 
Schulze kam im Sommer 1953 als 30-Jähriger zur Betriebssportgemeinschaft (BSG) Chemie Karl-Marx-Stadt, die zu dieser Zeit in der zweitklassigen DDR-Liga spielte. Trainer Heinz Hartmann setzte ihn vom 1. Spieltag der Saison 1953/54 an als rechten Außenstürmer ein, und Schulze bestritt in seiner ersten Karl-Marx-Städter Spielzeit 18 der 26 ausgetragenen Punktspiele. Mit 13 Punktspieltreffern wurde er zweitbester Torschütze der BSG hinter Ralf Hübner (20). Damit gehörte Schulze zu den Aktivposten der Mannschaft, die am Saisonende den Aufstieg in die Oberliga geschafft hatte. 
In der folgenden Oberligasaison 1954/55 verlor Schulze zunächst seinen Stammplatz. Nachdem er die ersten beiden Punktspiele bestritten hatte, wurde er anschließend nur noch sporadisch eingesetzt. Von den 26 Punktspielen absolvierte er schließlich nur zehn Partien, schoss nur zwei Tore und fungierte in drei Spielen lediglich als Einwechselspieler. Ab 1956 wurde im DDR-Fußball nach dem Kalenderjahr-Rhythmus gespielt, die Fußballsektion der BSG Chemie wechselte zum neu gegründeten SC Motor Karl-Marx-Stadt und die Oberligamannschaft erhielt mit Walter Fritzsch einen neuen Trainer. Schulze fand wieder zu alter Spielstärke zurück und fehlte in der Spielzeit 1956 nur bei drei Punktspielen. Fritzsch setzte ihn regelmäßig wieder als Rechtsaußen ein, und Schulze erzielte drei Tore. Die Saison 1957 war für Schulze erneut mit Ausfällen gekennzeichnet. Wieder bestritt er nur zehn Punktspiele und kam auch nur wieder zu zwei Torerfolgen. 
Für den SC Motor endete die Saison mit dem Abstieg in die I. DDR-Liga. Dort kam Schulze wieder besser zurecht, erneut als rechter Stürmer spielend kam er in der 26 Runden dauernden Spielzeit 1958 auf 18 Einsätze, blieb aber mit nur einem Tor hinter den Erwartungen zurück. Auch die gesamte Mannschaft enttäuschte herb, denn sie wurde binnen eines Jahres in die drittklassige II. DDR-Liga durchgereicht. Dort spielte der inzwischen 36-jährige Schulze seine letzte Saison für den SC Motor. Mit nur sporadischen Einsätzen gehörte er nicht mehr zur Stammformation, und als die Mannschaft die Aufstiegsrunde zur I. DDR-Liga erreichte, wurde er nicht mehr eingesetzt. Mit der Bilanz von 43 Oberligaspielen mit sieben Toren, 36 Einsätzen in der I. DDR-Liga und 14 Treffern sowie einigen Drittligaspielen mit einem Tor wurde Schulze im Winter 1959 beim SC Motor Karl-Marx-Stadt verabschiedet.